# HD217522
HD217522 — хімічно пекулярна зоря спектрального класу A5, що має видиму зоряну величину в смузі V приблизно  7,5.
Вона  розташована на відстані близько 310,9 світлових років від Сонця.

## Пекулярний хімічний склад
Зоряна атмосфера HD217522 має підвищений вміст 
Cr
.

## Магнітне поле
Спектр даної зорі вказує на наявність магнітного поля у її зоряній атмосфері.
Напруженість повздовжної компоненти поля оціненої з аналізу
крил ліній Бальмера
становить  394,0± 124,0 Гаус.